# Szenyér
Szenyér is een plaats (község) en gemeente in het Hongaarse comitaat Somogy. Szenyér telt 326 inwoners (2001).